# Base aérea de Butterworth
A Base Aérea de Butterworth (IATA: BWH, ICAO: WMKB) é uma base aérea da Royal Malaysian Air Force (RMFA) situada a 8,3 km de Butterworth. É actualmente o quartel-general do Five Power Defence Arrangements Integrated Area Defence System da Malásia e Singapura, comandado por um vice marechal do ar australiano.